# جون كامينغ
جون كامينغ (بالإنجليزية: John Cumming)‏ هو لاعب كرة قدم بريطاني، ولد في 17 مارس 1930 في Carluke ‏ في المملكة المتحدة، وتوفي بنفس المكان في 6 ديسمبر 2008. شارك مع منتخب اسكتلندا الثانوي لكرة القدم ‏ ومنتخب اسكتلندا لكرة القدم. أما مع النوادي، فقد لعب مع هارت أوف ميدلوثيان.

## مسيرته الكروية
لعب جون كامينغ خلال مسيرته الاحترافية مع نادِ واحدٍ في سبعة عشر موسمًا وسجل خلالها 30 هدف ضمن 332 مباراة. حيث فاز في موسم واحد بالكأس وفي موسمين بالدوري.
خاض جون كامينغ مسيرته مع نادي هارت أوف ميدلوثيان في موسم 1950–51 ليلعب معه سبعة عشر موسمًا، مشاركًا في 332 مباراة سجل خلالها 30 هدف.

## وصلات خارجية
- جون كامينغ على موقع الاتحاد الإسكتلندي (الإنجليزية)
- جون كامينغ على موقع قاعدة بيانات كرة القدم.إي يو (الإنجليزية)
- جون كامينغ على موقع ناشيونال فوتبول تيمز (الإنجليزية)